# Beer (Architektenfamilie)
Beer ist der Name zweier Vorarlberger Architektenfamilien des Barock, Mitglieder der Auer Zunft, von denen die Entwürfe zahlreicher bedeutender Sakralbauten in Süddeutschland, der Schweiz, Österreich und dem Elsass stammen.

## Stammbaum
Familie Beer I
1. Michael I. Beer (* um 1605 in Au; † 1666 ebenda), Gründer der Auer Zunft
⚭ Maria Metzler (* in Andelsbuch; † 1660 bei der Geburt von Franz Beer): zwei Kinder
  1. Joseph (Ordensname: Ulrich) Beer (*  1655 in Au; † 1714 in Hermannsberg), Franziskaner und Baumeister von Klöster[1]
  2. Franz II. Beer von Bleichten (* 1660 in Au; † 1726 in Bezau), Baumeister u. a. in Salem und Weingarten, Stadtbaumeister in Konstanz
⚭ Katharina Eberlin von Saulgau
⚭ Maria Elisabeth Mallenbrei
    1. Johann Michael II. Beer von Bleichten (* 1700 in Bezau; † 1767 in Mainz), Kurmainzer Kriegsingenieur

⚭ Anna Seiler (* um 1637): drei Kinder
  1. Michael III. Beer (1663–1702), Baumeister in Landsberg am Lech
  2. Ignaz Beer (* 1664 in Au; † 1715 in Andelsbuch), Baumeister der Kirche in Andelsbuch
⚭ unbekannt
⚭ Elisabeth Schmid († 1715): acht Kinder
    1. Franz Bär (* 1697 in Au; † 1766 in Andelsbuch), Senator ⚭ Margaretha Ritter (* 1711 in Andelsbuch; † 1781 ebenda)
      1. Jodok Bär (* 1743 in Andelsbuch; † 1809 ebenda) ⚭ Katharina Franz (* 1758 in Andelsbuch; † 1806 ebenda): zehn Kinder
        1. Josef Bär (* 1787 in Andelsbuch; † 1848 ebenda) ⚭ Maria Theresia Martha Albrecht (* 1798 in Reuthe; † 1843 in Andelsbuch): elf Kinder
          1. Jodok Alois Bär (* 1825 in Andelsbuch; † 1897 in Bregenz), Arzt, Autor und Heimatforscher ⚭ Maria Wilhelmine Cronenbold (* 1847 in Prag; † 1907): drei Kinder
            1. Karl Josef Alois Bär (* 1874 in Bregenz; † 1952 in Krems an der Donau), Augenarzt, Autor, Gemeinderat und Vizebürgermeister von Meran ⚭ Magdalena (Magda) Maria Landtmann (* 1884 in Franzensfeste, Südtirol; † 1971): vier Kinder
              1. Friedrich Bär (* 1908 in Meran; † 1992 in Berlin-Wilmersdorf), Chemiker und Mediziner
              2. Ilse Bär (1911–1917)
              3. Ernst Bär (* 1919 in Meran; † 1985 in Hannover-Herrenhausen), Leiter der Bregenzer Festspiele

          2. Johann Jakob Bär (* 1829; † 1891 in Liesen) ⚭ Maria Anna Bär (* 1844 in Andelsbuch; † 1926): fünf Kinder
            1. Jodok Anton Bär (1875–1961), von 1946 bis 1950 Bürgermeister von Andelsbuch

        2. Ignaz Bär (* 1790 in Andelsbuch; † 1865 ebenda) ⚭ Maria Katharina Feurstein (* 1806 in Andelsbuch; † 1854 ebenda): acht Kinder
          - [nach mehreren Generationen] Johannes Bär (* 1983 in Andelsbuch)

Familie Beer II
1. Michael II. Beer (* 1618; † ?) ⚭ Anna Moosbrugger: vier Kinder
  1. Jodok I. (Jodokus, Jos) Beer (* 1650 in Au; † 1688 in Bregenz), Baumeister u. a. am Kloster Wald ⚭ Agnes Bartle
    1. Franz Anton Beer (* 1688 in Bregenz; † 1749 ebenda), Baumeister in Bregenz u. a. vom Kloster Mehrerau, Umbau der Pfarrkirche und Profanbauten

  2. Peter I. Beer (Baumeister) (* 1652 in Au; † 1713 in Schuttern), Baumeister u. a. am Kloster Gengenbach
    1. Jodok II. (Jos) Beer (* 1676 in Au; † 1750 in Villingen), Schüler von Franz Beer von Au, Baumeister vor allem in Villingen

  3. Franz I. Beer von Au (* 1659 in Au; † 1722 ebenda), Baumeister u. a. am Kloster Wörishofen und weiteren 20 Klöstern ⚭ Maria Stülz: sechs Kinder
    1. Johann Michael I. Beer von Bildstein (* 1696 in Au; † 1780 in Bildstein), Baumeister u. a. am Kloster in St. Gallen
    2. Joseph Gottfried Beer (* 1704 in Au; † 1791 ebenda), Meister der Auer Zunft ⚭ Maria Moosbrugger (* um 1705; † 1749)
      1. Johann Ferdinand Beer (* 1731 in Au; † 1789 ebenda), Stiftsbaumeister in St. Gallen, Baumeister am Kloster Mehrerau ⚭ Barbara Berbig (1735–1803)
        1. Maria Anna Beer (1771–1830)

## Nachfahren der Familie

### Beer I
- Josef Alois Karl Bär (1874–1952), Sohn von Jodok Bär (1825–1897), österreichisch-italienischer Augenarzt, Autor, Gemeinderat und Vizebürgermeister von Meran[2]
- Natalie Beer (1903–1987), österreichische Schriftstellerin[3]
- Friedrich Bär (1908–1992), Sohn von Josef Alois Karl Bär (1874–1952), österreichisch-deutscher Chemiker und Mediziner[2]
- Ernst Bär (1919–1985), Sohn von Josef Alois Karl Bär (1874–1952), österreichischer Ingenieur und Leiter der Bregenzer Festspiele[2]

## Wappen
Die Familie Beer gilt als wappenfähige Familie und führt daher ein Wappen mit folgenden Merkmalen: 
- Wappenschild: goldener Hintergrund mit grünem Hügel, worauf ein nach links gewandter aufrecht stehender Bär zu sehen ist. Dieser hält in den Tatzen eine ausgerissene Tanne.
- Helmzier: aus einem geschossenen Helm wachsend, ist ebenfalls der Bär aus dem Wappenschild zu sehen.
- Helmdecke: rechts schwarz und gold, links grün und gold.